# Звёздные врата: SG-1 (сезон 4)
Список и описание эпизодов четвёртого сезона американского научно-фантастического телевизионного сериала «Звёздные врата: SG-1», стартовавшего 30 июня 2000 года. Четвёртый сезон, состоящий из 22 эпизодов, заканчивается 23 февраля 2001 года.

## В главных ролях
- Ричард Дин Андерсон — полковник Джек О'Нилл
- Майкл Шенкс — доктор Дэниэл Джексон
- Аманда Таппинг — майор Саманта Картер
- Кристофер Джадж — джаффа Тил'к
- Дон С. Дэвис — руководитель проекта генерал-майор Джордж Хаммонд

## Эпизоды
| № общий | № в сезоне | Название                                                     | Дата премьеры    |
| --- | ---------- | ------------------------------------------------------------ | ---------------- |
| 67 | 1          | «Маленькие победы (вторая часть)» «Small Victories (Part 2)» | 30 июня 2000     |
| Вскоре после возвращения на Землю SG-1 узнаёт, что один из репликаторов со сбитого в предыдущем эпизоде корабля выжил и попал на российскую подводную лодку Б-4 проекта 641 (Классификация NATO «Foxtrot»). О’Нилл и Тил'к должны уничтожить там всех расплодившихся репликаторов, в то время как Картер направляется вместе с Тором на его родную планету для того, чтобы найти способ остановить управляемый репликаторами корабль, который летит к главной планете Азгардов. |            |                                                              |                  |
| 68 | 2          | «Обратная сторона» «The Other Side»                          | 7 июля 2000      |
| В SGC поступил сигнал бедствия с другой планеты. Команда SG-1 отправились на помощь своим собратьям и очутились в хорошо укрепленном бункере. Обитатели бункера, оказавшись из-за многолетней войны на грани вымирания, предложили SG-1 свои технологии в обмен на помощь землян. Но чем больше SG-1 узнавали потенциальных союзников, тем больше рождалось сомнений, жертвы они или агрессоры? |            |                                                              |                  |
| 69 | 3          | «Обновления» «Upgrades»                                      | 14 июля 2000     |
| Ученые Ток’ра предложили SG-1 испытать на себе устройства, созданные Атониексами, древней расой догоа’улдовских времен. Приборы во много раз увеличивали силу и ловкость их владельцев. Вооруженные новоиспеченным устройством, Джек, Дэниел, Саманта и Тил'к отправились на очередную миссию. |            |                                                              |                  |
| 70 | 4          | «Перекресток» «Crossroads»                                   | 21 июля 2000     |
| В SGC, пришла старая знакомая Тил'ка — женщина-джаффа, утверждающая, что, войдя в контакт со своим симбионтом, она уговорила его выступить против гоа’улдов и поделиться всеми технологиями лордов системы. |            |                                                              |                  |
| 71 | 5          | «Разделяй и властвуй» «Divide And Conquer»                   | 28 июля 2000     |
| Один из членов SGC теряет над собой контроль и пытается убить членов совета Ток'ра. Выясняется, что это действие новой технологии гоа’улдов, под воздействием которой человек теперь запрограммирован на убийство. Каждый сотрудник комплекса, должен пройти специальную проверку. |            |                                                              |                  |
| 72 | 6          | «Окно возможностей» «Window Of Opportunity»                  | 4 августа 2000   |
| Из-за «Звёздных Врат» Земля попала под действие временной аномалии и проживает одни и те же десять часов снова и снова. О том, что происходит, знают только Джек и Тил'к. Они должны убедить в этом остальных и разорвать цепочку временной ловушки. |            |                                                              |                  |
| 73 | 7          | «Водные врата» «Watergate»                                   | 11 августа 2000  |
| Открытие, сделанное на океанском дне, даёт возможность России получить доступ к технологии «Звёздных Врат»: соединение обнаруженных на затонувшем корабле Азгардов Врат с отобранным у немцев в 1945 наборным устройством позволяет создать полноценный комплекс врат. Однако вскоре русские военные обращаются к своим американским коллегам с просьбой о помощи для выяснения обстоятельств трагедии на секретной военной базе в Сибири. SG-1 и сопровождающая их доктор Светлана Маркова отправляются на базу, где они обнаруживают странную форму жизни.                                                                                         |            |                                                              |                  |
| 74 | 8          | «Первые» «The First Ones»                                    | 18 августа 2000  |
| Во время археологической экспедиции на планету, являющуюся, по всей видимости, прародиной гоа’улдов, Дэниел попадает в заключение к унасу и должен использовать все свои навыки, чтобы выжить. Пытаясь найти его, SG-1 сталкивается с неожиданными трудностями, обнаружив, что местные озёра буквально кишат живыми гоа’улдами в диком состоянии. |            |                                                              |                  |
| 75 | 9          | «Выжженная Земля» «Scorched Earth»                           | 25 августа 2000  |
| На следующем задании команда полковника О’Нилла попадает в центр конфликта между двумя цивилизациями, желающими колонизировать одну и ту же планету. Живущее там население на грани вымирания — огромный корабль занимается терраформингом, выжигая всю существующую на планете биосферу. |            |                                                              |                  |
| 76 | 10         | «Под поверхностью» «Beneath The Surface»                     | 1 сентября 2000  |
| Память команды SG-1 стёрта. Они используются в качестве рабочей силы на подземном заводе ледяной планеты. Но на Тил'ка методы жителей планеты не действуют. Джек и остальные постепенно вспоминают прошлое. |            |                                                              |                  |
| 77 | 11         | «Точка невозврата» «Point Of No Return»                      | 8 сентября 2000  |
| На контакт с SGC выходит человек по имени Мартин Ллойд, который уверен, что он инопланетянин и помнит о своей жизни на других планетах. Он считает, что за ним следят всевозможные спецслужбы, также он знает о существовании «Звёздных Врат». |            |                                                              |                  |
| 78 | 12         | «Касательная» «Tangent»                                      | 15 сентября 2000 |
| Полковник и Тил'к испытывают гибридный гоа’улдский глайдер смерти на орбите Земли. Однако в его программе было не всё учтено. Поэтому потерявшие контроль над кораблём Тил'к и О’Нилл беспомощно направились в открытый космос, ожидая помощи из SGC. |            |                                                              |                  |
| 79 | 13         | «Проклятие» «The Curse»                                      | 22 сентября 2000 |
| Из-за странной смерти своего учителя Дэниел возвращается к своему академическому прошлому. Впервые с момента своего привлечения в проект он встречается с бывшими друзьями и коллегами Сарой Гарднер и Стивеном Рейнером, но Дэниел должен довести до конца расследование гибели профессора. Обследовав артефакт под названием «каноп Исиды», с которым могли иметь дело египтологи, доктор Фрейзер обнаруживает в нём мёртвого симбионта-гоа’улда. Находка наталкивает Дэниела на мысль, что подобный симбионт мог освободиться из аналогичного «канопа Осириса». Все улики свидетельствуют против Стивена, но истина оказывается совершенно иначе. |            |                                                              |                  |
| 80 | 14         | «Змеиный яд» «The Serpent's Venom»                           | 29 сентября 2000 |
| Апофис и Херуур решают вступить в союз. Чтобы помешать этому союзу, Тил'к отправляется на родной Чулак в надежде убедить некоторых воинов-джафф восстать против гоа’улдов во имя свободы. |            |                                                              |                  |
| 81 | 15         | «Цепная реакция» «Chain Reaction»                            | 5 января 2001    |
| SGC должны принять новое командование после отставки генерала Хаммонда, за которой просматривается грязная политическая игра секретной правительственной организации NID, контролируемой противником SG-1 сенатором Кинси. |            |                                                              |                  |
| 82 | 16         | «2010» «2010»                                                | 12 января 2001   |
| В альтернативной реальности в 2010 году, после установления дружественных связей с высокоразвитой инопланетной цивилизацией Ашен, человечество, ещё недавно разбившее при помощи новых «друзей» могущественных гоа’улдов и надеявшееся на светлое будущее, стоит на краю гибели. Численность людей неуклонно падает. SG-1 пытается послать записку в прошлое в надежде на то, что будущее Земли изменится. |            |                                                              |                  |
| 83 | 17         | «Абсолютная власть» «Absolute Power»                         | 19 января 2001   |
| Судьба вновь сводит Дэниэла Джексона и его приёмного сына, мальчика-Харсесиса Шифу, который преподает учёному урок, отправив его в спиритуальное путешествие, в котором он должен понять настоящую цену знаний гоа’улдов, так желаемых Землёй. |            |                                                              |                  |
| 84 | 18         | «Свет» «The Light»                                           | 26 января 2001   |
| Очередным заданием SG-1 оказывается дворец наслаждений гоа’улдов, где содержится удивительно красивое устройство, чей свет завораживает и отнимает душу. |            |                                                              |                  |
| 85 | 19         | «Вундеркинд» «Prodigy»                                       | 2 февраля 2001   |
| Саманта пытается рекрутировать умную, но очень своенравную студентку, проходя с ней через «Звёздные Врата», однако простая экскурсия принимает опасный оборот, когда на них нападают существа из чистой энергии. |            |                                                              |                  |
| 86 | 20         | «Сущность» «Entity»                                          | 9 февраля 2001   |
| Компьютер комплекса заражает вирус, проникший через «Врата». При попытке его уничтожения он переселяется в тело Саманты Картер. |            |                                                              |                  |
| 87 | 21         | «Двойная опасность» «Double Jeopardy»                        | 16 февраля 2001  |
| Команда SG-1 вновь сталкивается с лордом системы Хроносом, который захватил планету, где когда-то было восстание против гоа’улда Херуура. Им приходится встретиться со своими двойниками-роботами. |            |                                                              |                  |
| 88 | 22         | «Исход (первая часть)» «Exodus (Part 1)»                     | 23 февраля 2001  |
| Команда полковника О’Нилла направляются на планету Вораш. Сельмак и Саманта Картер разрабатывают план по переселению базы Ток'ра на другую планету. Полковник О’Нилл и Джейкоб (Ток'ра Сельмак) имеют небольшую беседу о разногласиях по использованию захваченного корабля гоа’улдов. В конце концов, они приступают к выполнению фантастического плана — взорвать звезду при помощи врат, связанных с чёрной дырой. |            |                                                              |                  |

## Награды
- Эпизод «Маленькие победы» (англ. Small Victories) в 2001 году номинирован на прайм-таймовую премию «Эмми» в категории «Outstanding Special Visual Effects for a Series» и на премию «Джемини» в категории «Best Visual Effects».[1]